# Jesurun Rak-Sakyi
Pour les articles homonymes, voir Rak.
Jesurun Rak-Sakyi né le 5 octobre 2002 à Londres, est un footballeur anglais qui évolue au poste d'ailier droit à Crystal Palace.
Il est éligible pour les sélections anglaise et ghanéene.

## Carrière

### Chelsea FC
Rak-Sakyi né à Londres, rejoint l'académie de Chelsea jeune mais est libéré en 2019 à l'âge de 16 ans sans bourse, c'était alors pour lui, "la seule chose qu'il avait jamais connue". Son frère Sam Rak-Sakyi joue pour la catégorie U-21 de Chelsea.

### Crystal Palace FC
En 2019, Rak-Sakyi rejoint Crystal Palace.
La saison 2020-2021 est remarquable pour Jesurun Rak-Sakyi. Après avoir impressionné avec les moins de 18 ans lors de leur première saison en tant qu'Académie de Catégorie 1, il fait ses débuts avec l'équipe des moins de 23 ans, et signe son premier contrat professionnel en intégrant pour la première fois l'équipe de Premier League 2.
Il devient un élément clé de l'équipe de Paddy McCarthy et marque 8 buts en 16 matchs, participant activement à la course au titre dans la Premier League Sud des moins de 18 ans, bien que Crystal Palace perd le titre à la différence de buts.
Le 14 août 2021, Rak-Sakyi fait ses débuts en Premier League en tant que remplaçant contre Chelsea FC, après avoir participé à la pré-saison avec l'équipe première.
En février 2022, il est nommé Joueur du Mois de la Premier League 2 et termine la saison en tant que co-meilleur buteur du championnat avec 18 buts en 25 matchs.

### Prêt au Charlton Athletic FC
En août 2022, il est prêté à Charlton Athletic pour une saison, sans option d'achat en League One, (troisième division anglaise).
Il est un joueur incontournable, titularisé presque à chaque fois, disputant 49 rencontres en League One, 2 en FA Cup et 4 en EFL Cup.
Il marque 15 buts et délivre 10 passes décisives en 49 matchs toutes compétitions confondues pour les Addicks durant la saison 2022-2023. Il est la révélation de l'année, ses performances lui valent le titre de "Joueur de l'Année" du Charlton FC. Il a également été nommé pour le titre de "Jeune Joueur de la Saison" de la EFL. Il est également très apprécié des supporters de Charlton malgré la rivalité avec Crystal Palace.

### Retour au Crystal Palace FC
Au début de la saison 2023-2024, Rak-Sakyi entre en jeu en seconde période contre l'Arsenal FC à Selhurst Park et est titularisé contre Plymouth Argyle et Manchester United en Carabao Cup.
Le 7 octobre 2023, il entre en jeu et joue 75 minutes contre Nottingham Forest en Premier League, étant élu Homme du Match par les supporters.
Il remporte par la suite le prix de "Joueur du mois d'octobre 2023" pour ses performances contre Nottingham Forest, Newcastle United et Tottenham Hotspur. Néanmoins il n'entre pas dans les plans de l'entraineur de l'époque, Roy Hodgson, et est laissé sur le banc.
Une blessure aux ischio-jambiers, l'éloigne des terrains pendant une grande partie de la saison, mais il revient fin mai pour aider les moins de 21 ans à remporter la finale de la Premier League International Cup contre le Jong PSV.
Il est rapporté par la presse que Crystal Palace souhaiterait le prêter pour une saison afin qu’il se développe et progresse. Certains clubs comme Leeds United, Burnley FC, Sheffield United, Southampton FC, mais également l'Olympique lyonnais et le RSC Anderlecht sont intéressés.

### Prêt au Sheffield United FC
Le 12 août 2024, Rak-Sakyi est prêté pour une durée d'une saison à Sheffield United, club pensionnaire de seconde division anglaise.

### En sélection
Le 6 septembre 2021, il marque lors de ses débuts, contre l'équipe de Roumanie avec l'équipe d'Angleterre des moins de 20 ans.